# Đorđe Pantić
Đorđe Pantić (serbisch-kyrillisch Ђорђе Пантић; * 27. Januar 1980 in Belgrad) ist ein ehemaliger serbischer Fußballtorhüter.
Pantić begann in seiner Heimatstadt bei Radnički JP und als er dort mit 18 Jahren erster Torhüter wurde, nahm ihn der serbische Spitzenclub Partizan Belgrad unter Vertrag. Nach zwei Jahren als Ersatztorhüter ging er zum Zweitligisten Teleoptik Zemun, einem Ableger von Partizan, wo er als Stammtorwart spielte. Noch während seines zweiten Jahres wurde er von Partizan zurückgeholt und übernahm für fünf Spiele den Platz zwischen den Pfosten. In diesem Jahr holte sich der Verein auch die Landesmeisterschaft.
Bei der Titelverteidigung im Jahr darauf saß er zwar erst einmal wieder auf der Bank, danach bekam er aber seine Chance und kam 2003/04 auch in der Champions League zum Einsatz. Trotzdem konnte er sich nicht als klare Nummer 1 etablieren und so ging er zum Jahreswechsel 2005/06 als Verstärkung zum Ligakonkurrenten FK Obilić, konnte dort aber nicht zur Verhinderung des Abstiegs beitragen.
Nachdem er in der Saison 2006/07 ein weiteres halbes Jahr bei Partizan verbracht hatte, wechselte er im Januar 2007 schließlich ins Ausland zum deutschen Zweitligisten TuS Koblenz. Dort gab es allerdings erst einmal Wirbel um Ungereimtheiten beim Geldtransfer für seinen Wechsel, die sogar zur Entlassung des TuS-Managers Michael Rech führten. Er selbst kam in den folgenden zwölf Monaten nicht zum Einsatz, so dass er im Winter 2008 zu Enköpings SK wechselte. Zur Rückrunde der Saison 2008/09 wechselte er zum Debreceni VSC. Dort gewann er als Ersatztorhüter in den Jahren 2009 und 2010 die ungarische Meisterschaft.
Anfang 2011 wechselte Pantić zum FC Pjunik Jerewan nach Armenien. Dort kam er auf drei Spiele und löste seinen Vertrag im Mai 2011 wieder auf. In der Saison 2011/12 stand er beim FK Sarajevo unter Vertrag und beendete anschließend seine Karriere.

## Statistik

### Stationen
- Radnički JP Belgrad (bis 1999)
- Partizan Belgrad (1999 bis 2000)
- Teleoptik Zemun (2000 bis 2002)
- Partizan Belgrad (2002 bis Dezember 2005)
- FK Obilić (Januar bis Juni 2006)
- Partizan Belgrad (Juli bis Dezember 2006)
- TuS Koblenz (Januar 2007 bis Januar 2008)
- Enköpings SK (seit Januar 2008)
- Debreceni VSC (seit Januar 2009)

### Einsätze
- 4 Champions-League-Einsätze für Partizan Belgrad
- 2 UEFA-Cup-Einsätze für Partizan Belgrad

(Stand 6. Mai 2007)

### Titel / Erfolge
- Serbischer Meister 2002, 2003 und 2005 mit Partizan Belgrad
- Serbischer Vizemeister 2004 mit Partizan Belgrad
- Ungarischer Meister 2009 und 2010 mit Debreceni Vasutas SC